# Александар Мишо Броз
Александар Мишо Броз (Загреб, 24. мај 1941) хрватски је дипломата и млађи син Јосипа Броза Тита. 

## Биографија
Рођен је 24. маја 1941. године у Загребу. На рођењу је добио име Александар, али је током рата добио илегално име Мишо, које је касније наставио користити. 
Непосредно пре његовог рођења, отпочео је Други светски рат у Југославији, па је његов отац Јосип Броз Тито, генерални секретар тада илегалне Комунистичке партије Југославије (КПЈ), неколико дана пре његовог рођења (16. маја) морао да пређе у Београд. Иако су правила тадашњег илегално револуционарног живота налагала да мајка-илегалка, своје тек рођено дете преда некој породици на старање, да не би и себе и дете излагала ризику од хапшења, његова мајка Херта Хас је то одбила и у почетку се сама старала о сину. У првом времену, у бризи око детета помагала јој је њена мајка Приска и Титов пријатељ Владимир Велебит. 
Када је Херт Хас, запретила опасност од хапшења, она је новембра 1941. године сина Александра, који је тада већ имао шест месеци, дала на старање једној породици. Он је тада постао један од најмлађих илегалаца и понео је илегално име Мишо. Мајка му је касније била ухапшена, а 1943. године је размењена за заробљене немачке официре и прешла је на ослобођену територију. Све до краја рата, Мишо није познавао своје праве родитеље – оца је први пут видео априла 1945. године, а мајку у мају исте године. 
После ослобођења Југославије, Мишо је живео у Београду, у непосредној близини свога оца – тадашњег маршала и председника Владе ФНР Југославије. Бригу о Миши, а касније и Жарковој деци из првог брака – Јосипу Јошки и Златици, водила је рођака Марија, ћерка Титовог најстаријег брата Мартина Броза. Основну школу и гимназију завршио је у Београду, а онда је прешао у Загреб, где је завршио Правни факултет. 
После студија се запослио и радио у привреди. Најпре је радио у фабрици алатних машина „Првомајска“, где је био шеф Одељења за извоз и директор спољне трговине. Касније је радио у нафтној компанији „ИНА“, где је био директор сектора увоза-извоза и у Влади СР Хрватске, где је био у Комитету за односе са иностранством. Од 1983. до 1993. године заузимао је највише функције у нафтној компанији „ИНА“. 
После осамостаљења Републике Хрватске, 1991. године, на предлог тадашњег председник Фрање Туђмана, прешао је у Министарство иностраних послова, где је најпре био саветник министра, а потом опуномоћени министар у амбасади Хрватске у Русији и Египту. Последња дужност му је била на месту амбасадора у Индонезији, од 2004. до 2009. године. 
Ожењен је Миром Броз, рођ. Косинц и има двоје деце – ћерку Александру Сашу (рођ. 1969) и сина Андреја (рођ. 1973), као и три унуке – Сару, Луку и Зиту. Живи у Загребу. 